# Nordische Skiweltmeisterschaften 1930/Teilnehmer (Deutschland)
| Goldmedaillen | Silbermedaillen | Bronzemedaillen |
| ------------- | --------------- | --------------- |
| —             | —               | —               |

Das Deutsche Reich nahm bei den 7. Nordischen Skiweltmeisterschaften, die vom 22. Februar bis 3. März 1930 am Holmenkollen in der norwegischen Hauptstadt Oslo ausgetragen wurden, mit acht Skisportlern an den offiziellen FIS-Wettbewerben teil. Die Hälfte der Teilnehmer stellte der Bayerische Skiverband, dazu kamen noch Athleten aus Thüringen, Sachsen und Schlesien.
Die beste Gesamtplatzierung erreichte Ludwig Böck mit einem 36. Rang in der Nordischen Kombination. Gute Zwischenergebnisse hatten Loisl Kratzer mit einem 10. Platz im Kombinationssprunglauf und Willy Bogner mit dem 20. Rang im Kombinationslanglauf. Im Spezialskilanglauf über 17 km kam Gustl Müller auf den 42. Platz, während Otto Wahl im Dauerlauf über 50 km den 48. Rang einnehmen konnte.
Im nicht zu den Weltmeisterschaften zählenden Militärpatrouillenlauf erreichte die deutsche Equipe unter Führung des bayrischen Oberleutnants Franz Raithel den fünften Rang. Die beiden Ersatzleute Eck und Löffelmann kamen nur in den hier nicht beschriebenen Militär-Einzelwettläufen zum Einsatz.

## Teilnehmer und Ergebnisse
| Sportler                   | Verein                  | Skilanglauf 17 km | Skilanglauf 50 km | Skispringen K-50 | N. Komb. 18 km / K-50 | Patrouille 28 km |
| -------------------------- | ----------------------- | ----------------- | ----------------- | ---------------- | --------------------- | ---------------- |
| Ludwig Böck                | Skiklub Nesselwang      | DNF               | –                 | 88.–115.         | 36.                   | –                |
| Wilhelm Bogner I           | Münchner SV             | 49.               | –                 | 118.–136.        | 59.                   | –                |
| N. Dauner, Unt. Off.       |                         | –                 | –                 | –                | –                     | 5.               |
| ? Eck                      |                         | –                 | –                 | –                | –                     | Ersatz           |
| Heinz Ermel                | SSV Krummhübel          | 65.               | –                 | 118.–136.        | 65.                   | –                |
| Walter Glaß                | Sportverein Klingenthal | –                 | –                 | 88.–115.         | 51.                   | –                |
| Alois Kratzer              | Ski-Club Rottach-Egern  | –                 | –                 | 54.–72.          | DNF                   | –                |
| Karl Löffelmann, Unt. Off. |                         | –                 | –                 | –                | –                     | Ersatz           |
| Gustav Müller              | Skiclub Bayrischzell    | 42.               | DNS               | 88.–115.         | 78.                   | –                |
| Franz Raithel, Oltn        |                         | –                 | –                 | –                | –                     | 5.               |
| Erich Recknagel            | WSV Oberschönau         | –                 | –                 | 88.–115.         | 55.                   | –                |
| Josef Rehm, Gefr.          |                         | –                 | –                 | –                | –                     | 5.               |
| Georg Stephan, Gefr.       |                         | –                 | –                 | –                | –                     | 5.               |
| Otto Wahl                  | WSV Zella-Mehlis        | 55.               | 48.               | –                | –                     | –                |

## Legende
- DNF = Did not finish (nicht beendet bzw. aufgegeben)
- DNS = Did not start (nicht gestartet)

## Belege
- Die deutsche Skimeisterschaft. Die deutsche Vertretung für Oslo. In: Vorarlberger Tagblatt, 10. Februar 1930, S. 3 (online bei ANNO).